# James Price (1801-1865)
 For alternative betydninger, se James Price. (Se også artikler, som begynder med James Price)
James Price (22. april 1801 i København - 8. januar 1865 København) var en dansk mimiker, han var en fortrinlig Harlekin-fremstiller og siden Kassander.
Price deltog allerede som barn i forestillinger på familiens teatre. I 1832 omkom hans stedfar under familiens turné i Rusland, hvor de bl.a var helt til Moskva, Nizjnij Novgorod og Kazan. Price overtog sammen med sin bror Adolph Price («Brødrene Price») ledelsen af selskabet; dette førte i årene 1835-1847 en meget omflakkende tilværelse, snart i og snart uden for Danmark, stadig dog med København og Morskabstheatret som det sikre hjemsted. Efterhånden vendte Københavnernes interesse sig fra Morskabstheatret til andre forlystelser, f.eks Tivoli, og Pricerne måtte i midten af 1840'erne lukke deres teater; fra 1847-1851 gav de forestillinger på Casino, senere optrådte de i Hippodromen og sidst på Alhambra. Derefter gav Brødrene Price endnu i nogle år et par forestillinger om vinteren på Det Kongelige Teater, hvor et fint publikum med Frederik VII og Grevinde Danner i spidsen gav møde.
Price fik det ene ben amputeret efter et brandsår, forårsaget ved fyrværkeri på en line. I sine sidste år spillede han violin ved hustruens danseundervisning.
James Price som var søn til engelske James Price (1761-1805) og tyske Hanne Tott (1771-1826), blev gift 27. oktober 1830 med Rosetta Lewin som var datter af den engelsk/jødiske mimiker Joseph L. Lewin og Juliette Rosette Moon (eller Maan). De blev gift mod hendes fars vilje og fik i dette ægteskab datteren Amalie Price, senere Hagen, og sønnerne Julius Price (1833-1893), Carl Price (1839-1909) og Albert (1844-1927).